# Rombacher Hüttenwerke
Die Rombacher Hüttenwerke AG waren ein deutsches Montanunternehmen. Es wurde 1888 von Carl Spaeter gegründet und stützte sich vor allem auf die Eisenerzgewinnung und -verarbeitung im lothringischen Rombas. Nach dem Ende des Ersten Weltkriegs und dem damit verbundenen Verlust des Hüttenwerks in Rombas wurde die Firma 1926 in Concordia Bergbau-AG umbenannt. Nach der Deutschen Besetzung Frankreichs im Zweiten Weltkrieg wurden die Hüttenwerke in Rombas unter dem alten Namen Rombacher Hüttenwerke Teil des Flick-Konzerns.

## Geschichte

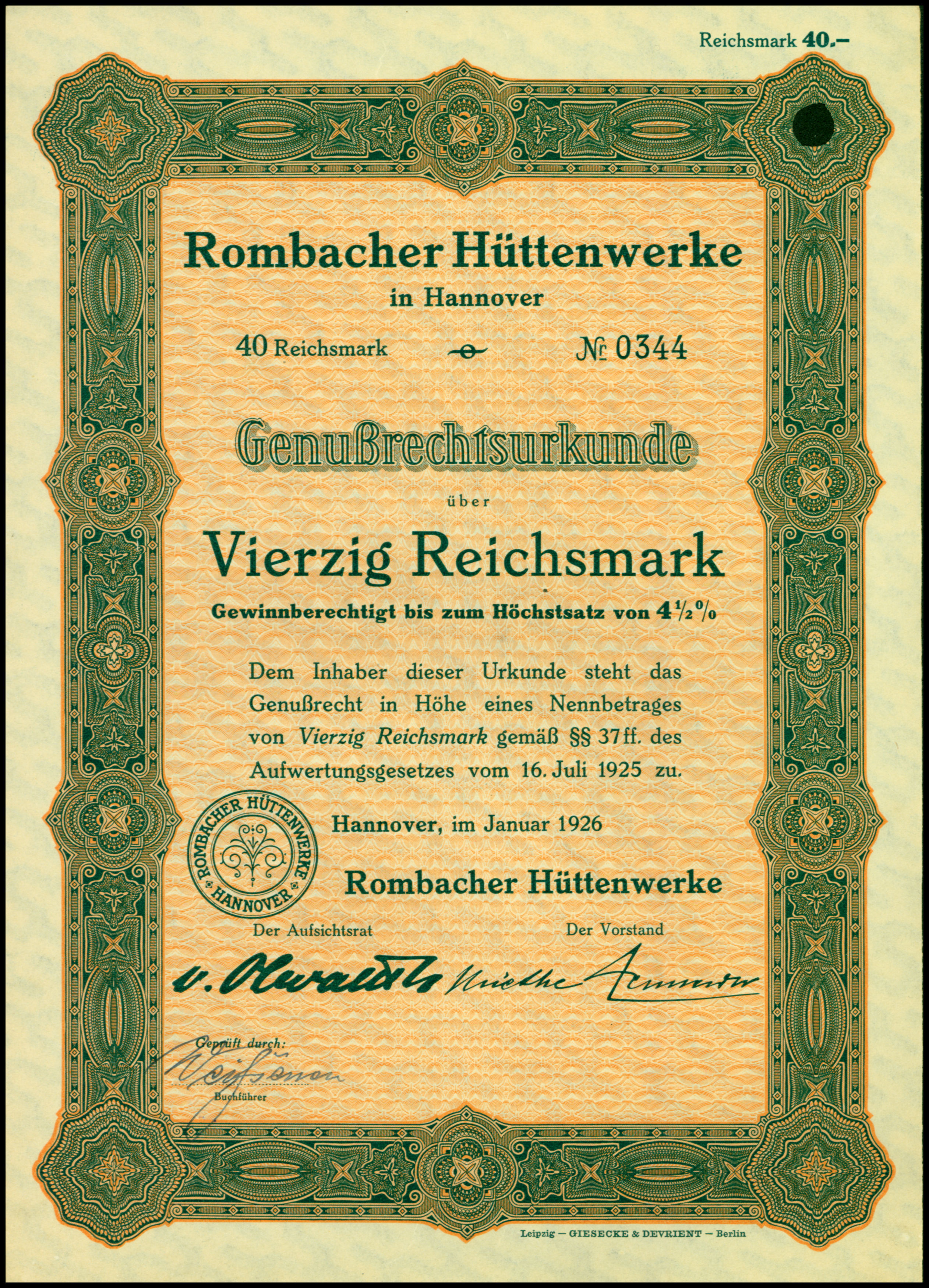
Genußrechtsurkunde der Rombacher Hüttenwerke AG vom Januar 1926

Während der Sitz in den Anfangsjahren und von 1919 bis 1923 in Koblenz, dem Wohnort der Familie Spaeter, war, lag das Hüttenwerk des Unternehmens in dem im Deutsch-Französischen Krieg annektierten Rombach in Lothringen, wo Spaeter bereits seit 1873 über Konzessionen zum Erzabbau verfügte.
Mit der nach dem Ersten Weltkrieg durch den Versailler Vertrag von 1919 vorgeschriebenen Abtretung von Elsaß-Lothringen an Frankreich musste das Unternehmen das Hüttenwerk in Rombas als sein wertvollstes Eigentum für nur 125 Millionen Französische Francs an die Société d'Etudes et d'Entreprises industrielles d'Alsace et de Lorraine verkaufen. 
Die in Deutschland ohne das lothringische Hüttenwerk weiter unter dem Namen Rombacher Hüttenwerke firmierende Firma konnte nach einer finanziellen Entschädigung durch das Deutsche Reich umfangreich investieren.
1920 wurde die seit 1914 durch eine Interessengemeinschaft verbundene Concordia Bergbau-AG in Oberhausen erworben und liquidiert. Die Zeche Concordia wurde zur Abteilung Oberhausen der Rombacher Hüttenwerke AG.
1921 wurden die Westfälische Stahlwerke AG in Bochum-Weitmar und die Concordiahütte in Engers (bei Bendorf am Rhein) übernommen.
Die Rombacher Hüttenwerke AG beteiligte sich durch den Erwerb größerer Aktienanteile an der Eisenhütte Holstein AG in Rendsburg und an der Howaldtswerke AG in Kiel.
Wegen der Ruhrbesetzung seit dem 11. Januar 1923 wurde der Unternehmenssitz 1923 nach Hannover verlegt, wohin auch andere Konzerne aus dem besetzten Ruhrgebiet auswichen.
Der trotz der Inflation begonnene Ausbau der Standorte in Oberhausen und Bochum führte – weiter verschärft durch die Ruhrbesetzung – zu erheblichen Mehrausgaben. Auch das Ende der Inflation unter Umstellung des Aktienkapitals von 210 Millionen Mark auf 51 Millionen Reichsmark bewirkte keine Verbesserung. Das Unternehmen geriet trotz eines 1925 abgeschlossenen Stundungsabkommens mit den beteiligten Banken finanziell in eine so schwierige Situation, dass die Anlagen in Bochum, Engers und Rendsburg 1926 wieder verkauft werden mussten, ebenso die Beteiligung an der Howaldtswerke AG. Nachdem nach den umfangreichen Verkäufen als wesentlicher Besitz nur die Abteilung Oberhausen, also die Zeche Concordia, und einige mit deren Kokereien verbundene Betriebe der Kohlechemie übrig geblieben waren, änderte das Unternehmen seine Firma im Dezember 1926 in Concordia Bergbau-AG und verlegte den Sitz nach Oberhausen. Gleichzeitig wurde das bestehende Aktienkapital im Rahmen der Sanierung von 51 Millionen Reichsmark auf 5,1 Millionen Reichsmark herabgesetzt, durch Ausgabe neuer Aktien jedoch wieder auf 20 Millionen Reichsmark erhöht.
Nach Frankreichs Niederlage im Westfeldzug und der Unterzeichnung des Waffenstillstands von Compiègne (1940) gehörte Rombas zur besetzten Zone. Das Hüttenwerk in Rombas wurde von den Besatzern beschlagnahmt und im März 1941 Friedrich Flick treuhänderisch zugeteilt. Das Unternehmen firmierte nun wieder als Rombacher Hüttenwerke.
Das nach dem Ende des Zweiten Weltkriegs wieder französische Unternehmen, das mehrfach seine Eigentümer wechselte, stellte 1998 seinen Betrieb ein.